# Droga wojewódzka 774
Die Droga wojewódzka 774 (DW 774) ist eine acht Kilometer lange Droga wojewódzka (Woiwodschaftsstraße) in der polnischen Woiwodschaft Kleinpolen, die Zabierzów über Kraków mit Kryspinów verbindet. Die Strecke liegt im Powiat Krakowski und in der kreisfreien Stadt Kraków.

## Streckenverlauf
Woiwodschaft Kleinpolen, Powiat Krakowski
-  Zabierzów (DK 79)
-  Balice (A 4, S 7, DK 7)

Woiwodschaft Kleinpolen, Kreisfreie Stadt Kraków
-  Kraków (Krakau) (A 4, S 7, DK 7, DK 44, DK 75, DK 79, DK 94, DW 776, DW 776, DW 780, DW 794)

Woiwodschaft Kleinpolen, Powiat Krakowski
-  Kryspinów (DW 780)